# Ꞔ
Ꞔ, ꞔ (C с палатальным крюком) — буква расширенной латиницы. Используется в фонологии литовского языка, также ранее использовалась в английском фонотипическом алфавите и в пиньине. В литовской фонологии обозначает палатальную звонкую g. В фонотипическом алфавите обозначала аффрикату [t͡ʃ] и имела заглавную форму . В ранней версии пиньиня буква передавала звук [ʈ͡ʂʰ], имела заглавную форму Ꞔ () и была позже заменена на диграф CH.